# Episcythrastis tabidella
Episcythrastis tabidella is een vlinder uit de familie snuitmotten (Pyralidae). De wetenschappelijke naam is voor het eerst geldig gepubliceerd in 1864 door Mann.
De soort komt voor in Europa.